# 第3回全日本女子サッカー選手権大会
第3回全日本女子サッカー選手権大会（だい3かいぜんにほんじょしさっかーせんしゅけんたいかい）は、1982年（昭和57年）3月20日と3月21日に開催された全日本女子サッカー選手権大会。この大会から男子と同じサイズのピッチを使用して11人制で行われ、会場はすべて国立西が丘サッカー場となった。
決勝戦では「延長戦で決しない場合は両チーム優勝」という規定を採用したが、実際には清水第八スポーツクラブが大差をつけて2連覇を成し遂げ、半田悦子（清水第八スポーツクラブ）が最優秀選手となった。

## 成績
- 優勝：清水第八スポーツクラブ
- 準優勝：FC PAF
- 第3位：FCジンナン、高槻女子フットボールクラブ

## 出場チーム

### 関東女子サッカーリーグ
- FCジンナン
- 養和レディース
- FC PAF

### 東海女子サッカーリーグ
- 清水第八スポーツクラブ
- 名古屋女子FC

### 関西女子サッカーリーグ
- 高槻女子フットボールクラブ
- 神戸FCレディース
- 西山高校

## 開催方式

### 試合規定
- 使用するボール:4号球
- 試合時間:50分（25分ハーフ）
- 規定時間内に決しない場合は20分の延長戦。なお決しない場合は次のとおり。

1回戦～準決勝:PK戦
決勝:両チーム優勝

### 試合会場
- 国立西が丘サッカー場

## 結果

### 1回戦
| 1982年3月20日 11:00 |

| FCジンナン | 4 - 0 | 名古屋女子FC |
|            |       |              |

| 国立西が丘サッカー場 |

| 1982年3月20日 12:20 |

| FC PAF | 2 - 1 | 西山高校 |
|        |       |          |

| 国立西が丘サッカー場 |

| 1982年3月20日 13:40 |

| 高槻女子フットボールクラブ | 3 - 0 | 養和レディース |
|                            |       |                |

| 国立西が丘サッカー場 |

| 1982年3月20日 15:00 |

| 神戸FCレディース | 0 - 5 | 清水第八スポーツクラブ |
|                  |       |                        |

| 国立西が丘サッカー場 |

### 準決勝
| 1982年3月21日 9:10 |

| FCジンナン | 0 - 0 (延長) | FC PAF |
|            |              |        |
|            | PK戦         |        |
|            | 1 - 2        |        |

| 国立西が丘サッカー場 |

| 1982年3月21日 10:30 |

| 高槻女子フットボールクラブ | 0 - 3 | 清水第八スポーツクラブ |
|                            |       |                        |

| 国立西が丘サッカー場 |

### 決勝
| 1982年3月21日 15:00 |

| FC PAF | 0 - 6 | 清水第八スポーツクラブ |
|        |       |                        |

| 国立西が丘サッカー場 |